# Volkswagen T-Cross
Volkswagen T-Cross — кроссовер немецкого автоконцерна Volkswagen, находящийся в производстве с декабря 2018 года. Занимает промежуток между Volkswagen T-Roc и Volkswagen Taigo.

## История
Первый прототип автомобиля Volkswagen T-Cross был представлен в декабре 2018 года. Серийно автомобиль производится с апреля 2019 года.
В Испании автомобиль получил название Volkswagen Tacqua. В Турции автомобиль производится с марта 2022 года.
Краш-тест автомобиля оценён на 5 звёзд.

## Технические характеристики

### Европа
| Бензиновые двигатели внутреннего сгорания | Бензиновые двигатели внутреннего сгорания | Бензиновые двигатели внутреннего сгорания | Бензиновые двигатели внутреннего сгорания | Бензиновые двигатели внутреннего сгорания |
| Модель                                    | Объём                                     | Мощность                                  | Крутящий момент                           | Трансмиссия                               |
| ----------------------------------------- | ----------------------------------------- | ----------------------------------------- | ----------------------------------------- | ----------------------------------------- |
| 1.0 TSI 95                                | 999 cм3 (I3)                              | 95 л. с.                                  | 175 Н*м                                   | 5-скор. МКПП                              |
| 1.0 TSI 115                               | 999 cм3 (I3)                              | 115 л. с.                                 | 200 Н*м                                   | 6-скор. МКПП 7-скор. DSG                  |
| 1.5 TSI 150                               | 1498 cм3 (I4)                             | 150 л. с.                                 | 250 Н*м                                   | 6-скор. МКПП 7-скор. DSG                  |
| Дизельные двигатели внутреннего сгорания  |                                           |                                           |                                           |                                           |
| 1.6 TDI 95                                | 1598 cм3 (I4)                             | 95 л. с.                                  | 250 Н*м                                   | 5-скор. МКПП 7-скор. DSG                  |

### Мексика
| Бензиновые двигатели внутреннего сгорания | Бензиновые двигатели внутреннего сгорания | Бензиновые двигатели внутреннего сгорания | Бензиновые двигатели внутреннего сгорания | Бензиновые двигатели внутреннего сгорания |
| Модель                                    | Объём                                     | Мощность                                  | Крутящий момент                           | Трансмиссия                               |
| ----------------------------------------- | ----------------------------------------- | ----------------------------------------- | ----------------------------------------- | ----------------------------------------- |
| 1.0 200 TSI                               | 999 cм3 (I3)                              | 118 л. с.                                 | 200 Н*м                                   | 6-скор. МКПП 6-скор. АКПП                 |
| 1.0 200 TSI                               | 999 cм3 (I3)                              | 130 л. с. (этанол)                        | 200 Н*м                                   | 6-скор. МКПП 6-скор. АКПП                 |
| 1.5 250 TSI                               | 1498 cм3 (I4)                             | 152 л. с.                                 | 250 Н*м                                   | 6-скор. АКПП                              |
| 1.6 MSI                                   | 1598 cм3 (I4)                             | 112 л. с.                                 | 155 Н*м                                   | 5-скор. МКПП 6-скор. АКПП                 |

### Китай
| Бензиновые двигатели внутреннего сгорания | Бензиновые двигатели внутреннего сгорания | Бензиновые двигатели внутреннего сгорания | Бензиновые двигатели внутреннего сгорания | Бензиновые двигатели внутреннего сгорания |
| Модель                                    | Объём                                     | Мощность                                  | Крутящий момент                           | Трансмиссия                               |
| ----------------------------------------- | ----------------------------------------- | ----------------------------------------- | ----------------------------------------- | ----------------------------------------- |
| 1.4 TSI '280 TSI'†                        | 1395 cм3 (I4)                             | 150 л. с.                                 | 250 Н*м                                   | 7-скор. DSG                               |
| 1.5 MPI                                   | 1498 cм3 (I4)                             | 115 л. с.                                 | 145 Н*м                                   | 5-скор. МКПП 6-скор. МКПП                 |

## Продажи
| Год  | Продажи | Продажи | Продажи | Продажи  | Продажи | Итого  |
| Год  | Европа  | Китай   | Китай   | Бразилия | Мексика | Итого  |
| Год  | Европа  | T-Cross | Tacqua  | Бразилия | Мексика | Итого  |
| ---- | ------- | ------- | ------- | -------- | ------- | ------ |
| 2019 | 101229  | 63495   | 2457    | 37081    | 788     | 274071 |
| 2020 | 113320  | 44523   | 30908   | 60124    | 5961    | 285824 |
| 2021 | 125325  | 30195   | 31535   | 62313    | 6690    |        |

## Галерея

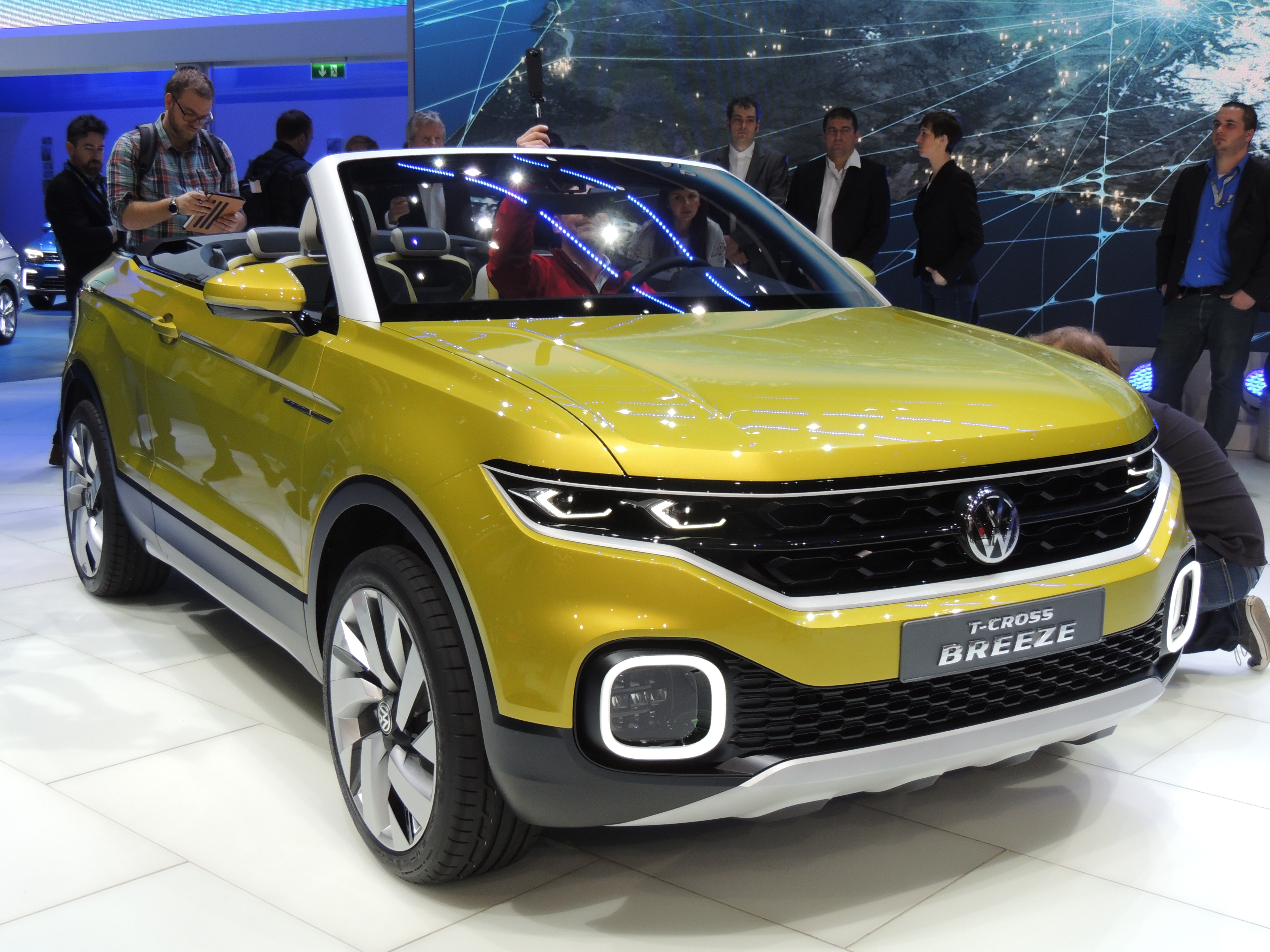
Кабриолет Volkswagen T-Cross Breeze
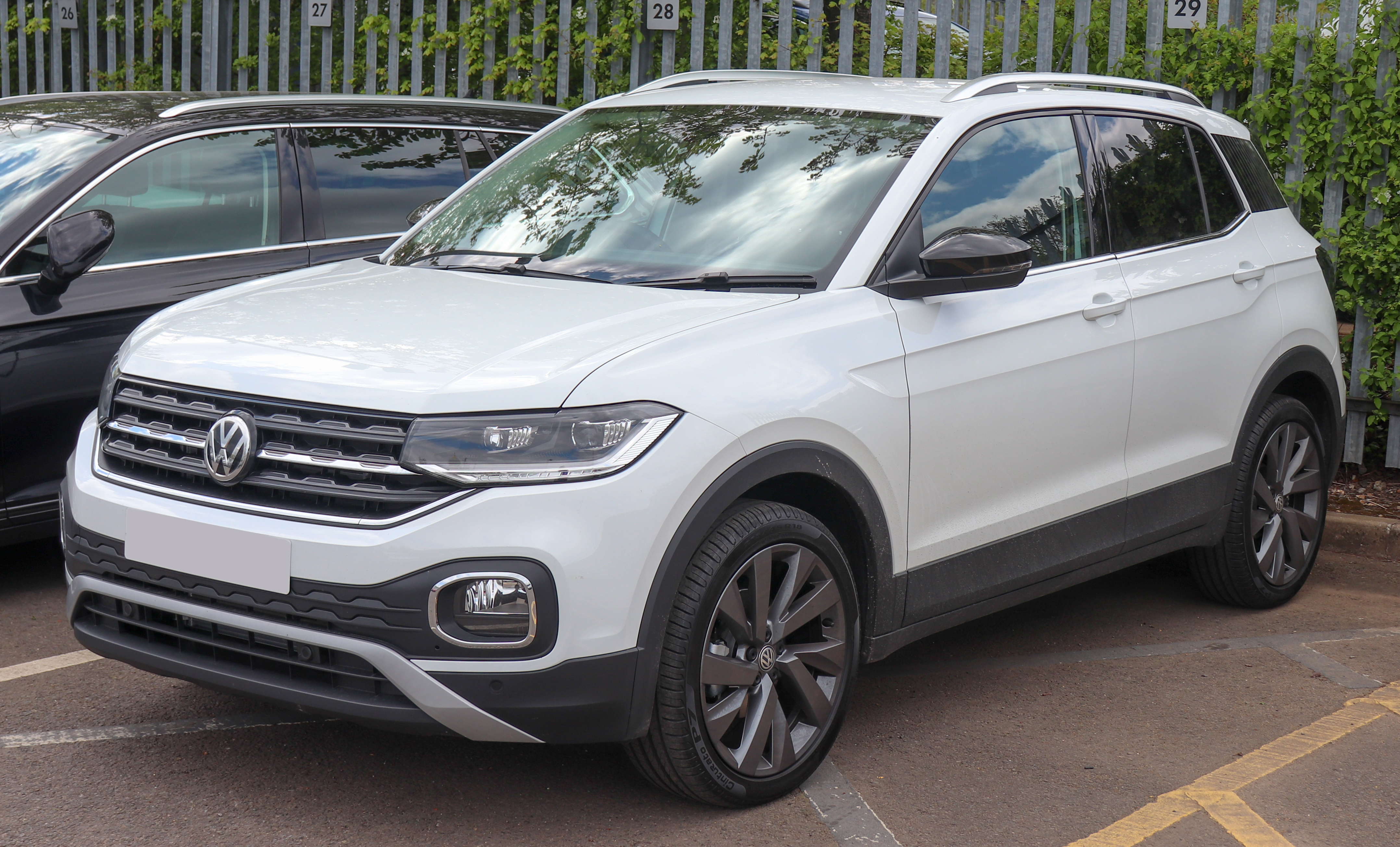
Первый серийный вариант Volkswagen T-Cross
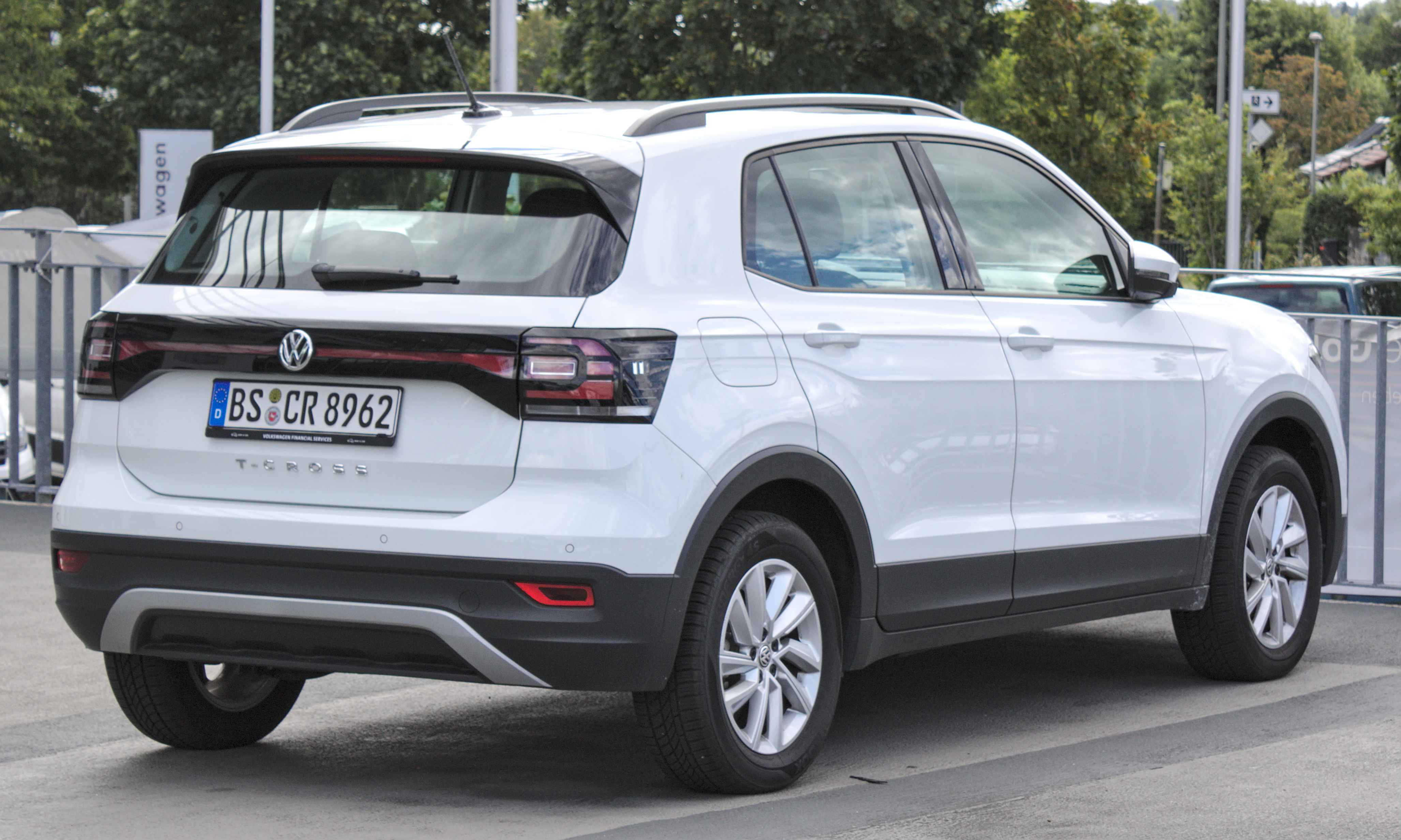
Вид сзади
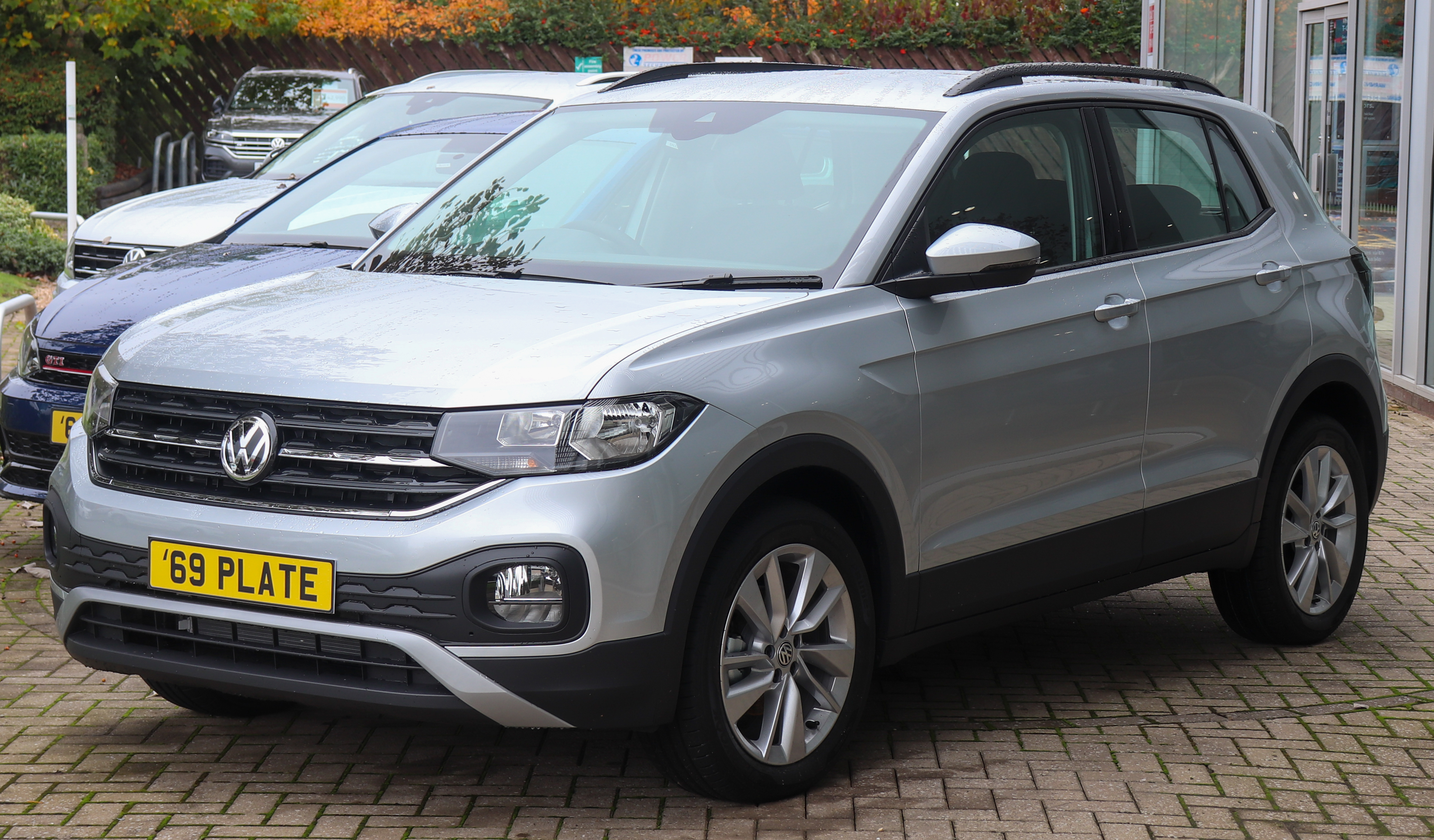
Volkswagen T-Cross SE
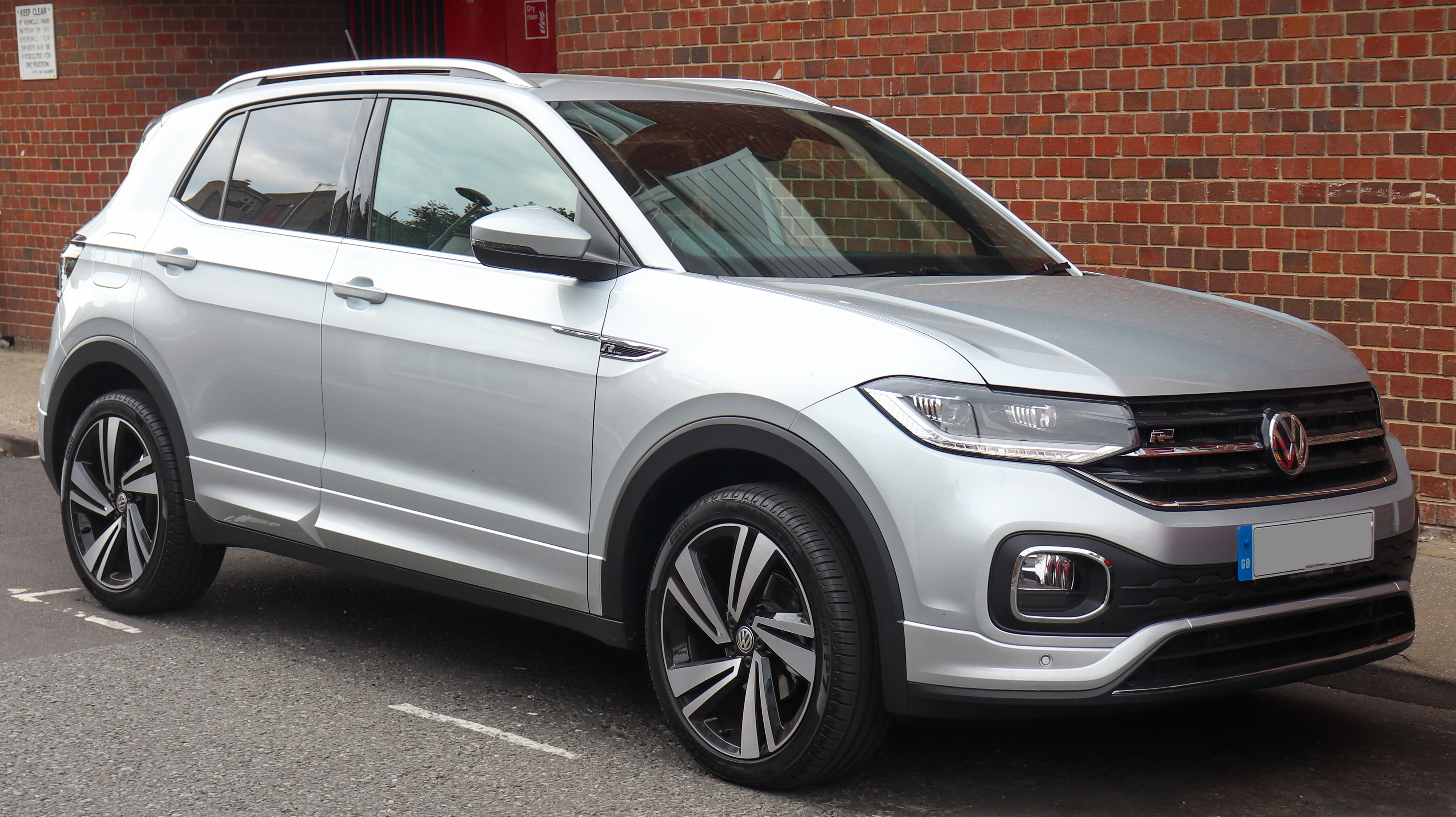
Volkswagen T-Cross R-Line
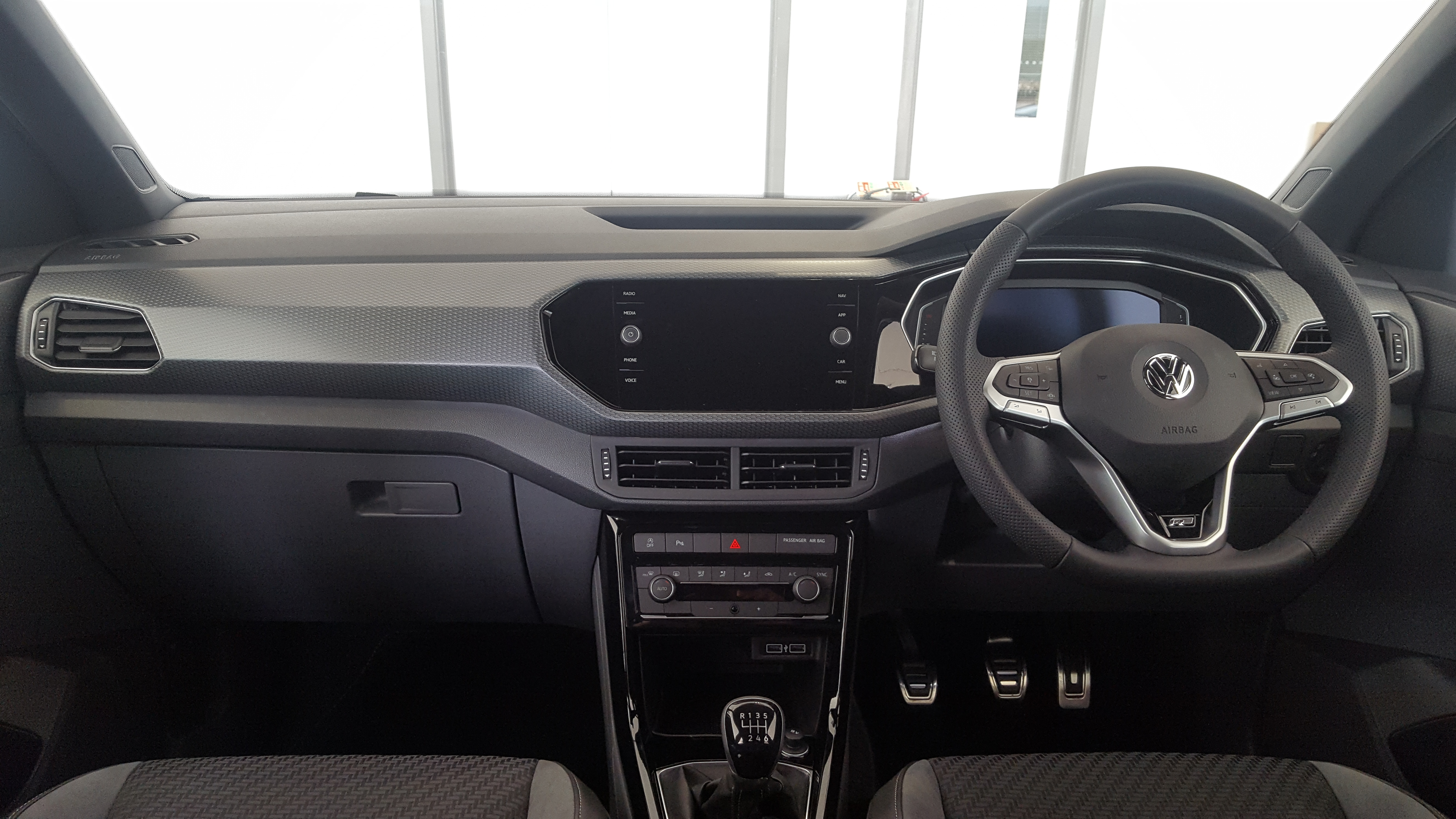
Место водителя для стран с левосторонним движением
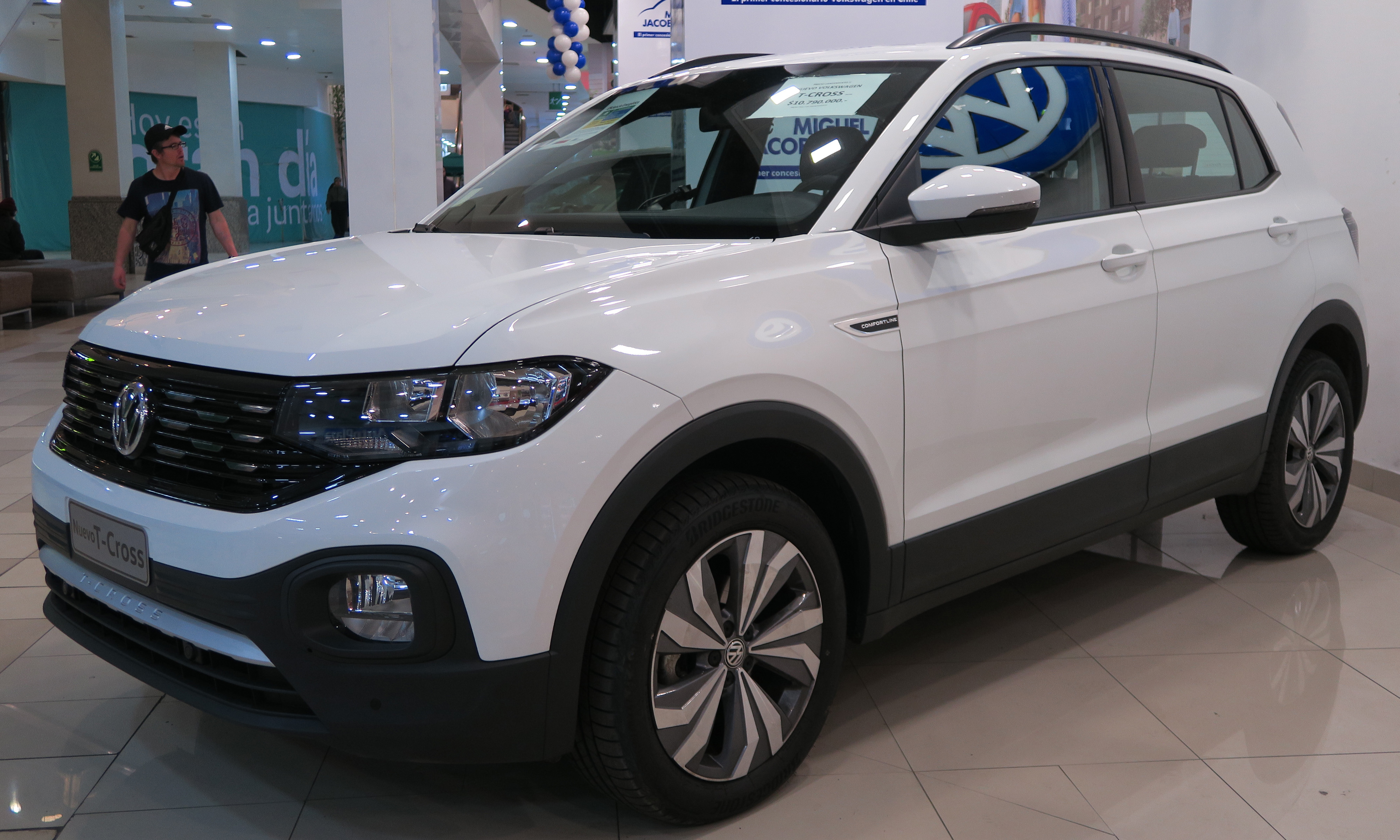
Продажа Volkswagen T-Cross в Чили
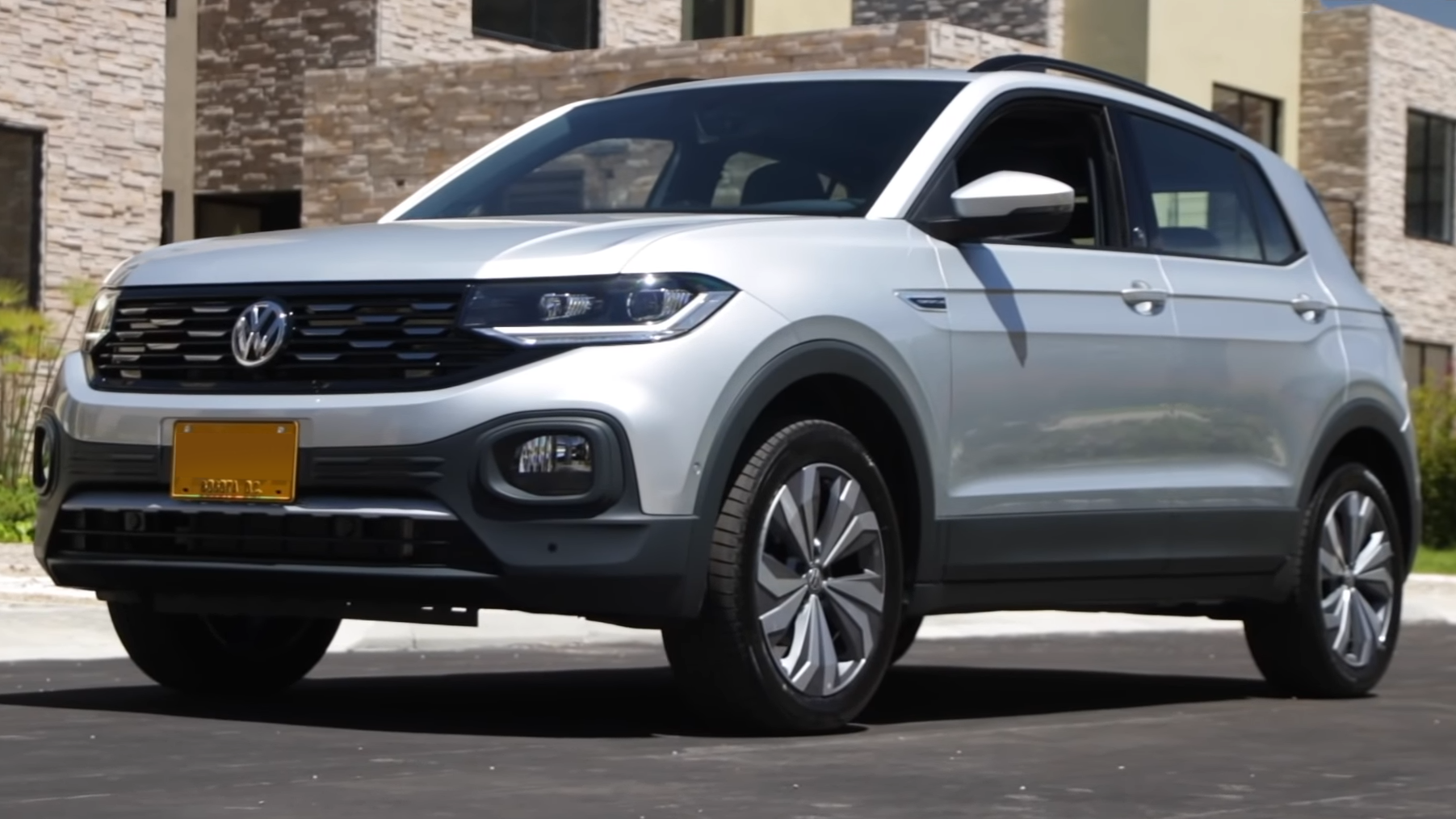
Volkswagen T-Cross в Колумбии
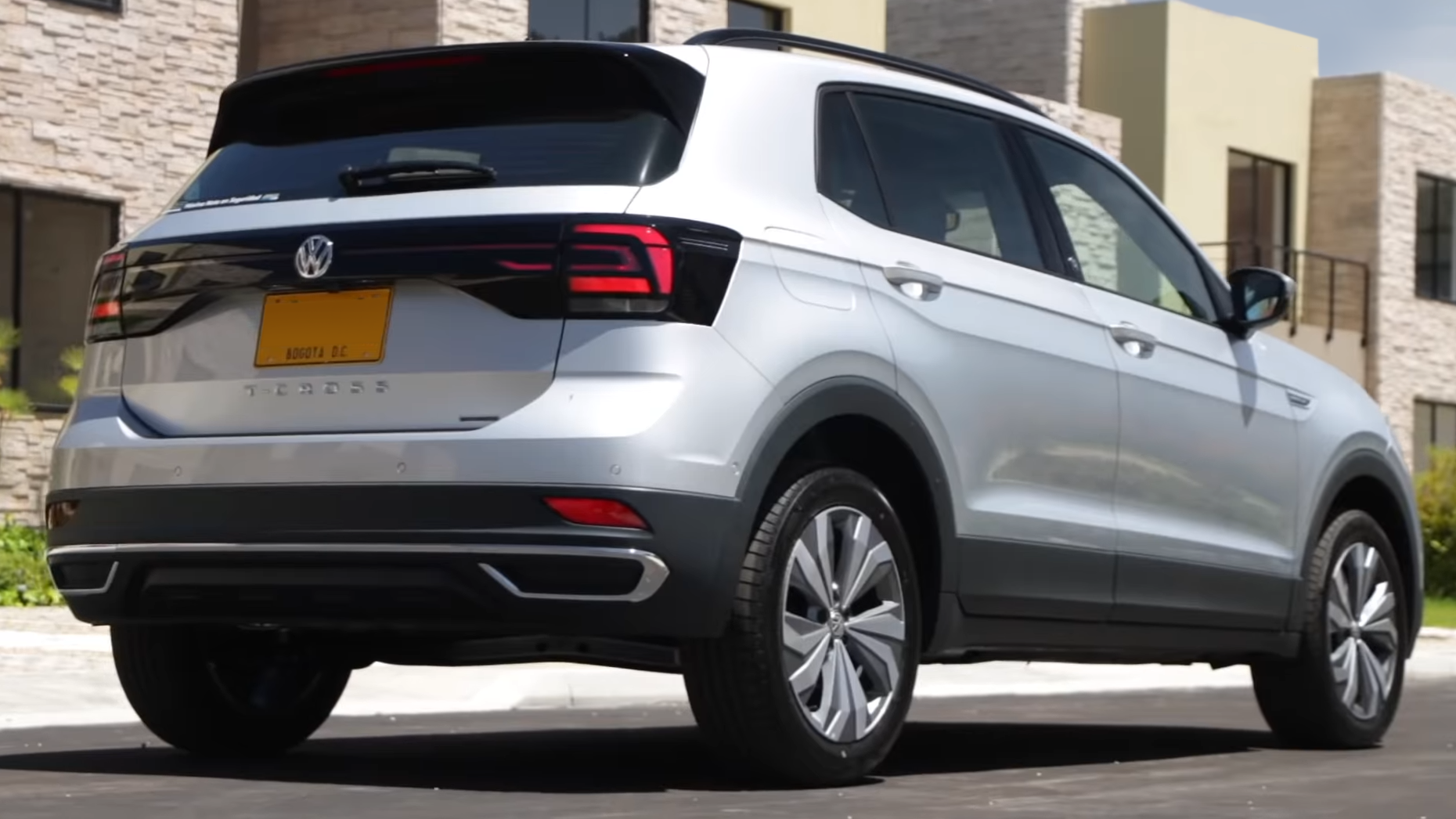
Вид сзади
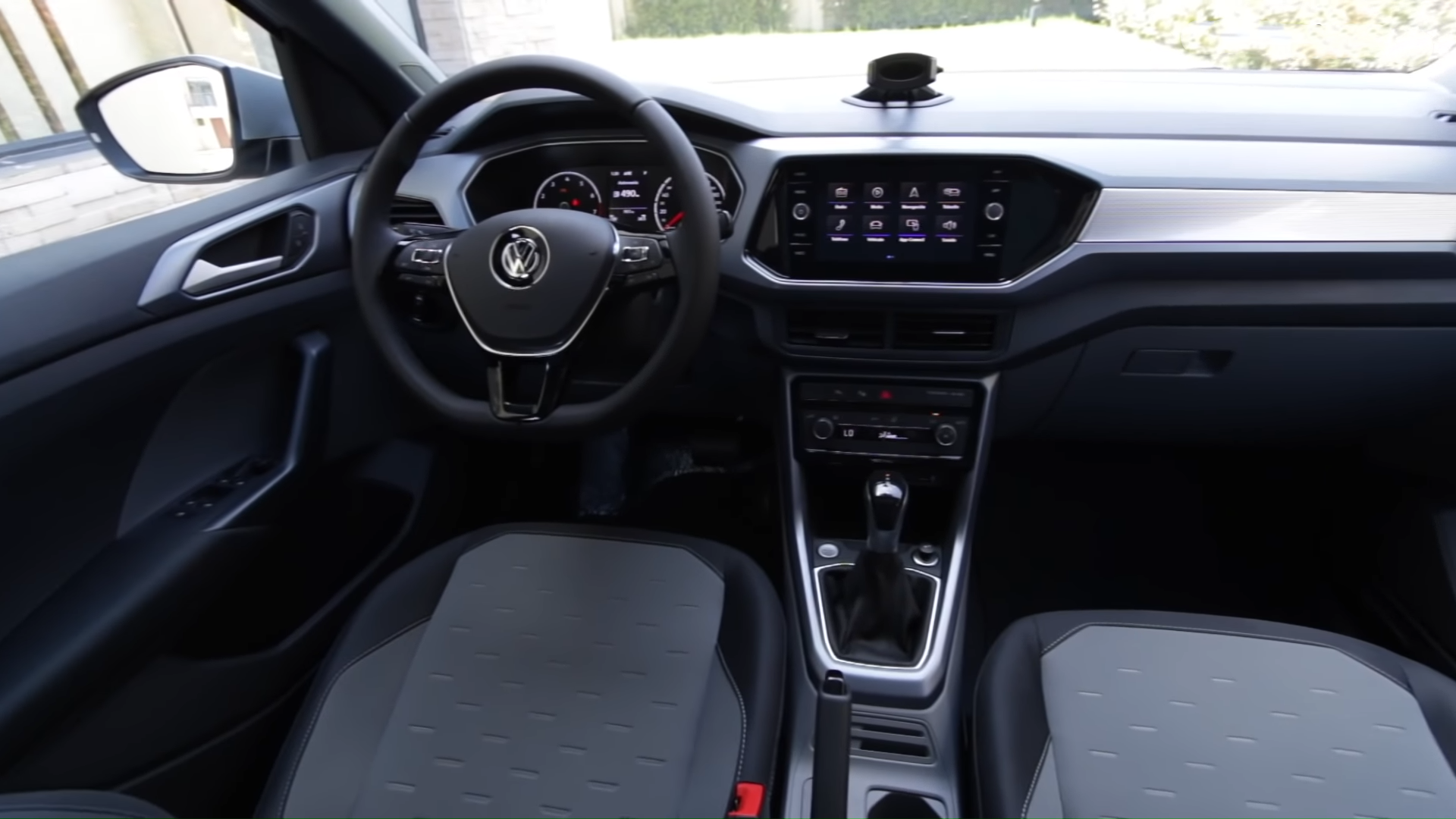
Место водителя для стран с правосторонним движением
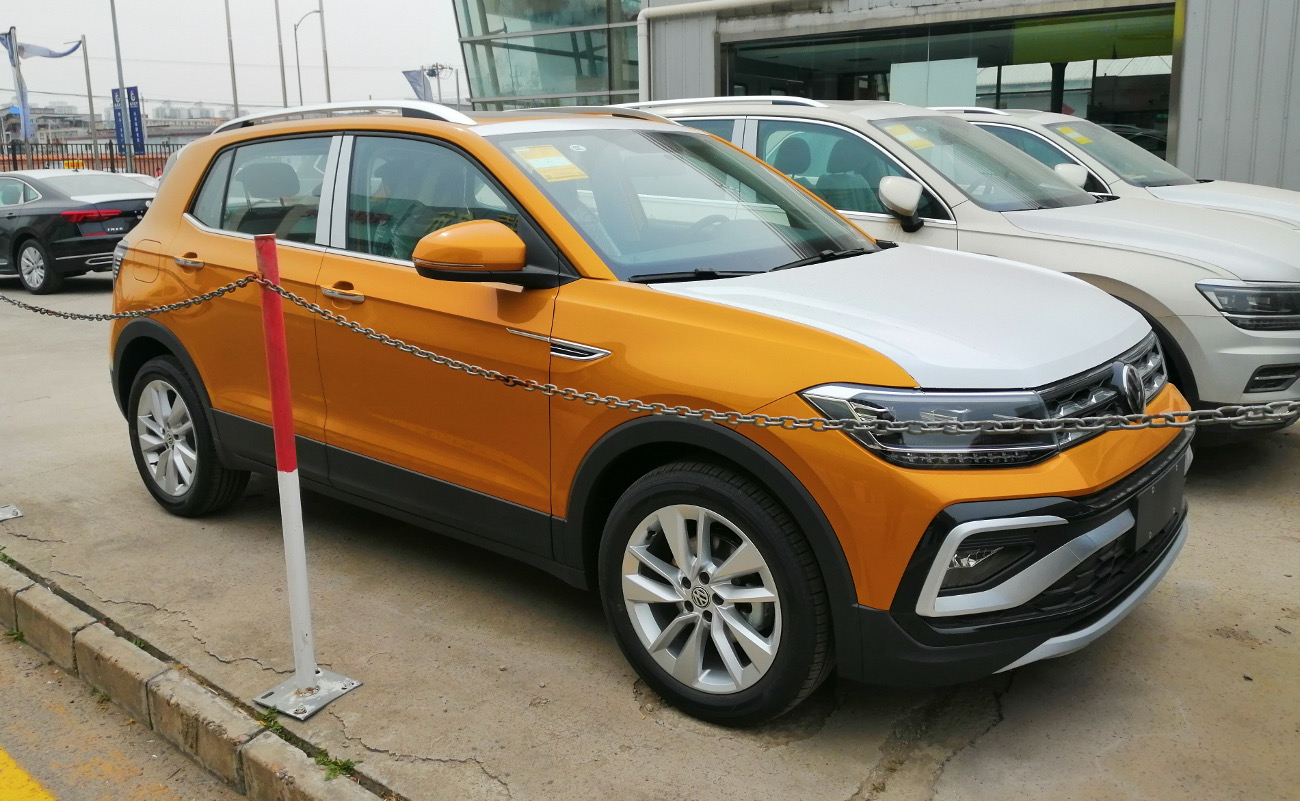
Volkswagen T-Cross в Китае
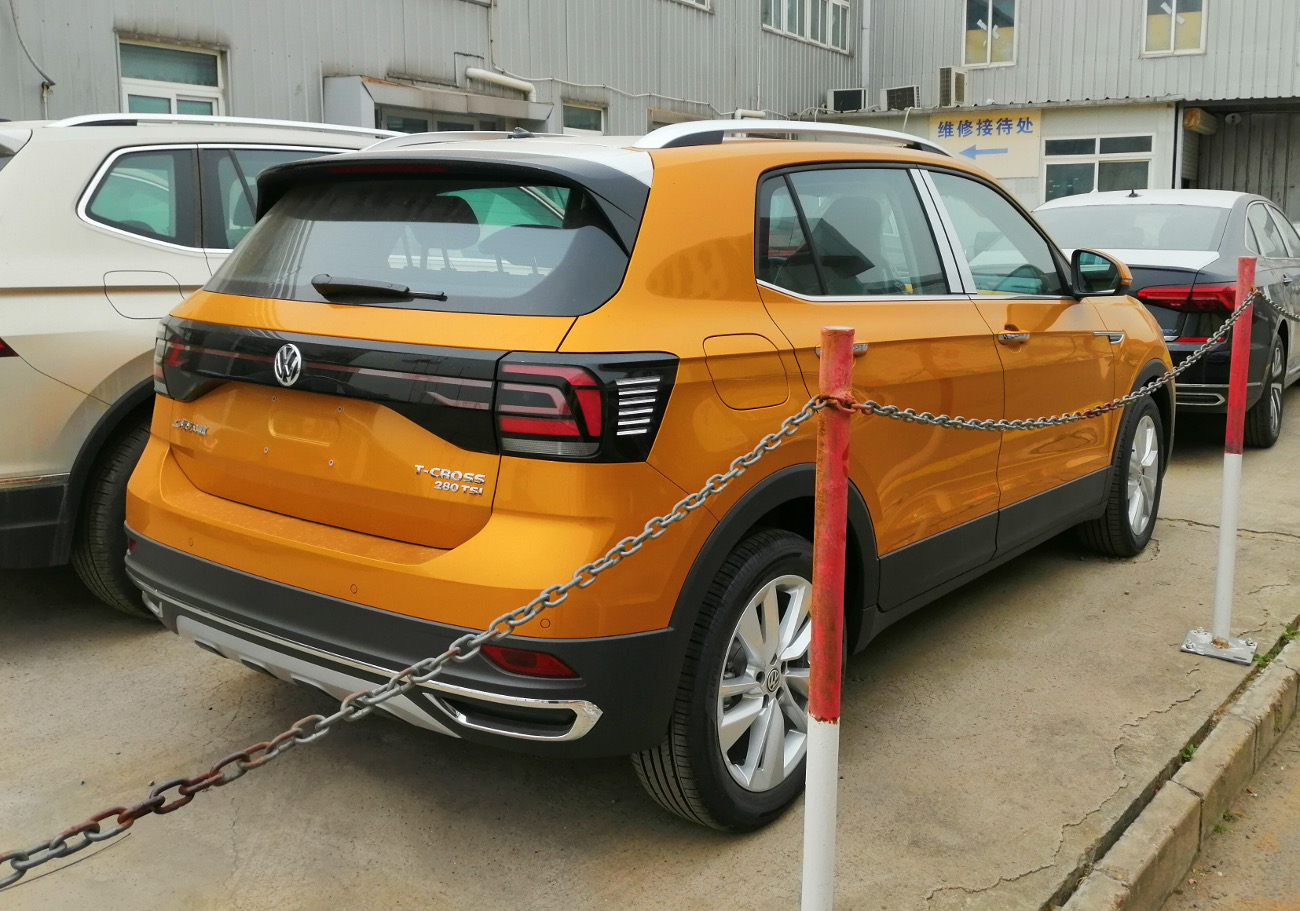
Вид сзади
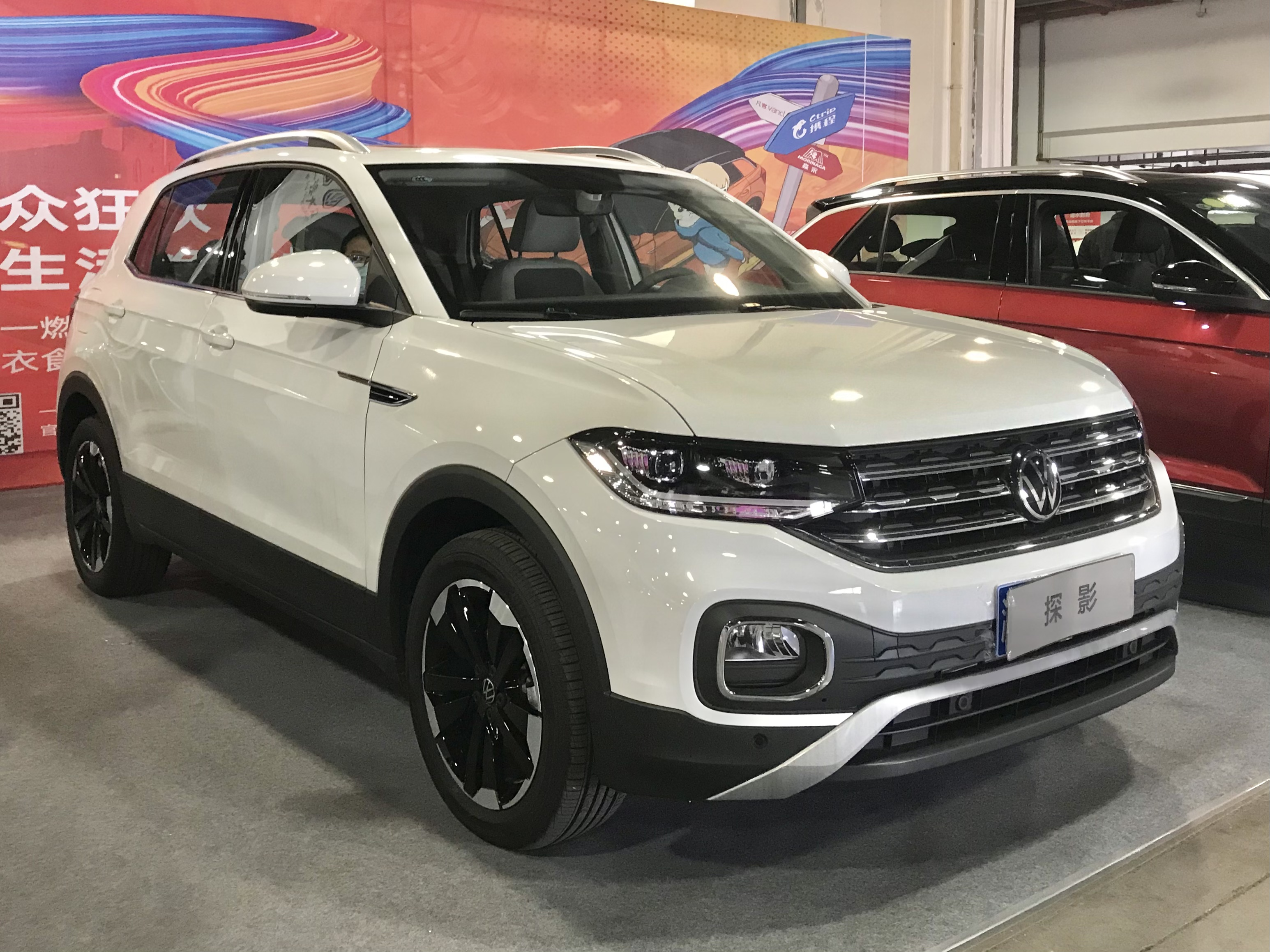
Volkswagen Tacqua
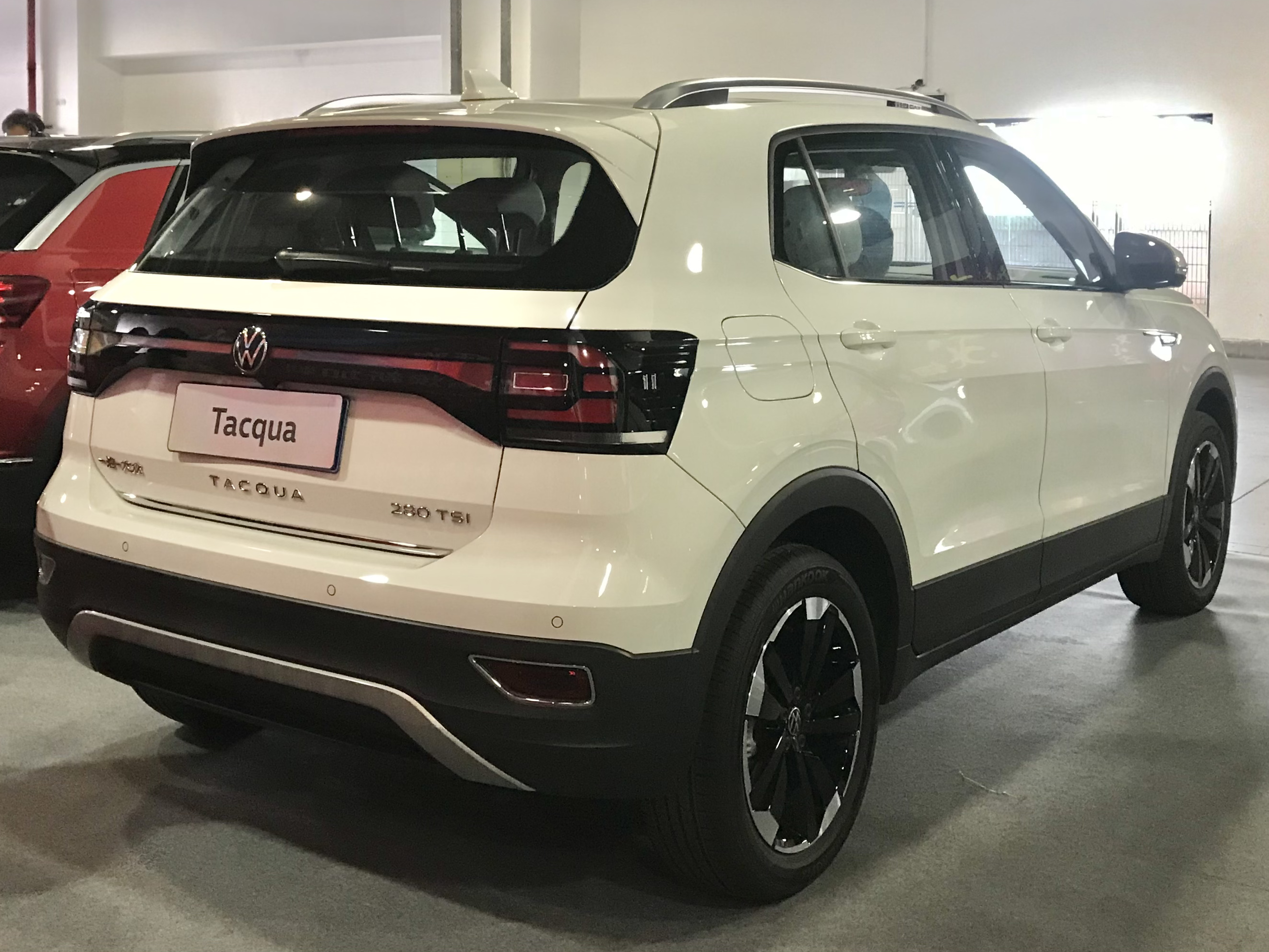
Вид сзади
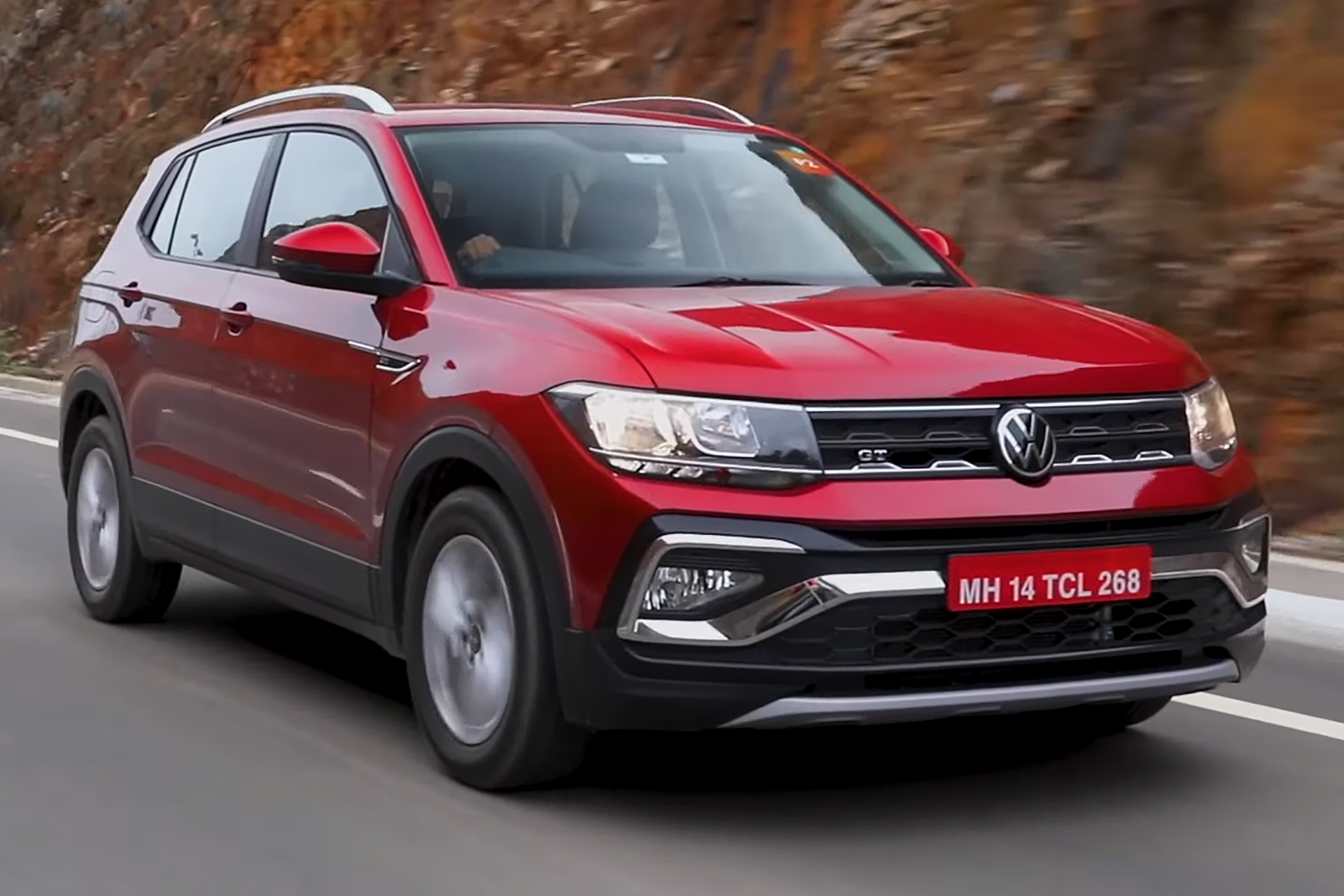
Volkswagen Taigun GT
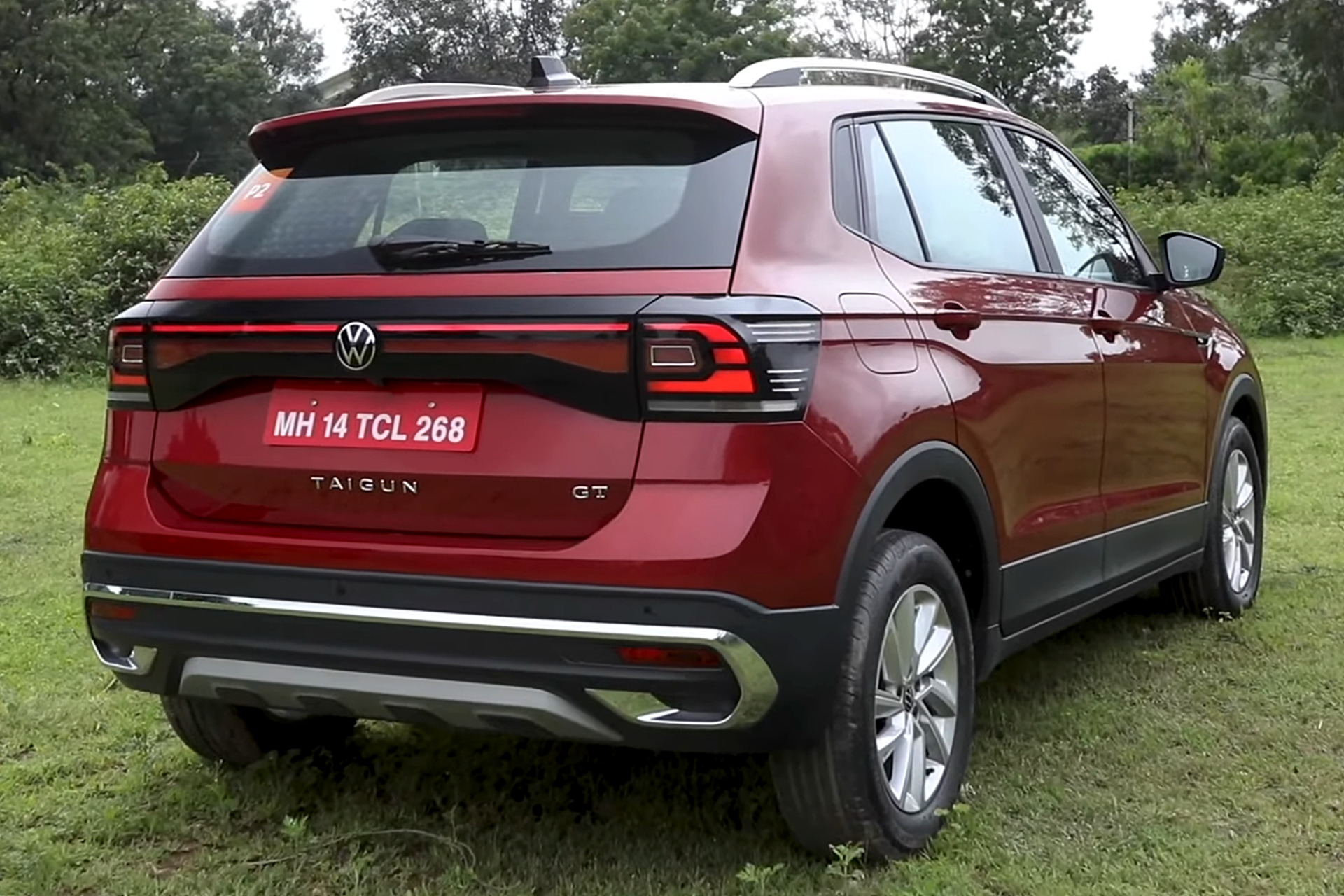
Вид сзади